# Jesper Larand
Mats Jesper Larand, född Andersson 1 november 1968 i Järfälla församling, är en svensk filmregissör med inriktning på kortfilmer. Han har bland annat regisserat den svenska komediserien Mäklarna. Andersson studerade dokumentärregi vid Dramatiska Institutet.

## Filmografi, som regissör
- 1999 - En liten film om hockey (även manus och produktion)
- 2002 - Tuppjuck
- 2003 - Dieten
- 2006 - Mäklarna (avsnitt 4–6 och 10–12)
- 2011 - Jägarna 2 (regi andrateam)
- 2012 - Sean Banan inuti Seanfrika (även manus)